# James Condon
James Thomas Condon (* 27. September 1923 in Fremantle, Australien; † 14. Februar 2014) war ein australischer Schauspieler.
James Condon war seit 1958 als Schauspieler tätig und spielte in den 1960er und 1970er Jahren u. a. in folgenden Filmen mit: Nächte auf Tahiti, The Life and Death of King Richard II, Jenny und Ein Sheriff in New York.  Condon war auch im Film Die fliegenden Ärzte zu sehen.

## Filme
- 1958: Nächte auf Tahiti
- 1960: The Life and Death of King Richard II
- 1962: Jenny
- 1974: Number 96
- 1976: Ein Sheriff in New York
- 1979: Prisoner
- 1982: Sons and Daughters
- 1985: Nachbarn
- 1987: Die fliegenden Ärzte
- 1988: Ein Schrei in der Dunkelheit
- 1989: Gefährliches Paradies
- 1990: Bony: Fahrt in den Tod (Bony) (TV)
- 1992: Ein Manager mit Herz